# Teretriphora huttoni
Teretriphora huttoni es una especie de molusco gasterópodo de la familia Triphoridae.

## Distribución geográfica
Se encuentra  en Nueva Zelanda.